# Incawockia samba
Incawockia samba is een vlinder uit de familie Urodidae. De wetenschappelijke naam van de soort is voor het eerst geldig gepubliceerd in 2014 door Jae-Cheon Sohn.
- holotype: "male. XI.1961. leg. Fritz Plaumann. Genitalia slide USNM 96402"
- instituut: USNM, Smithsonian Institution, Washington, D.C. 20560, U.S.A.
- typelocatie: "Brazil, Nova Teutonia, 27°119S, 52°239W"[1]